# 任港秀
任港秀（英語：Jenny Kong-Sau Yam，1977年6月7日—），1998年她和李思蓓、梁雪湄、姚樂怡等組成電波少女，同年於無綫電視藝員訓練班第12期畢業，出道初期廣告、電影、電視節目、電視劇等工作不少，但自從2000年任港秀和富商羅兆輝一同外遊巴黎治療毒瘡後而惹出桃色大禍，以致形象盡毀，工作量大減，原本任港秀與沈殿霞、洪天明一同主持的綜藝節目《為食大贏家》於首集後即時被無綫飛出主持之列，她的主持之位由當時女新人康子妮即時取代，其後任港秀被無綫解約。之後任港秀曾經短暫加入亞視，不久後退出娛樂圈，2011年底開始於佐敦播道會泉福堂任職幹事（自），現於另一間教會做全職傳道人。

## 簡歷
七歲時父親意外離世，自此與母親和弟弟相依為命。於樂善堂余近卿中學畢業後投考無綫電視藝員訓練班，1998年畢業後簽約無綫電視成為藝員。2年後，一次節目宣傳記者會因為身穿性感泳裝而受到香港媒體關注，自此改走性感路線。兩三年間參與了演出70部電影，包括色情三級片。

## 演出作品

### 電視劇（無綫電視）
- 《刑事偵緝檔案IV》飾 張素玉（檔案八：黑色周五）張素玲妹,武傑女友
- 《Loving You我愛你》
- 《醫神華陀》
- 《鐵翼情緣》
- 《創世紀》飾 Elaine
- 《寵物情緣》飾 Janet
- 《烈火雄心II》飾 伴娘（第16集）
- 《談談情 練練武》飾 馮寶珊（Cat）

### 電視劇（亞洲電視）
- 《法內情2002／法内有情天》（客串）

### 節目主持（無綫電視）
- 《為食大贏家》
- 《全線大搜查》
- 《新地任你點》

### 電影
- 《魔鬼使徒》
- 《灯草和尚》
- 2005《孤魂劫》
- 2003《陰陽路十八之鬼上身》
- 2003《陰陽路十九之我對眼見到嘢》
- 2003《江湖篇之金牌打手》
- 2003《色慾都市之天生買衫狂》
- 2003《黑枪党》
- 2003《真凶》
- 2002《迷离警界之天使名模》
- 2002《迷离警界之鬼车》
- 2003《江湖篇之大佬》
- 2002《横财就手》
- 2002《偷窺無罪》
- 2000《我爱你》
- 1999《摩登姑婆屋》